# Полуостров Моусона
Полуо́стров Мо́усона (англ. Mawson Peninsula) — полуостров в Восточной Антарктиде, между заливом Славы и бухтой Гаджиева в восточной части Берега Георга V.
Ширина полуострова составляет около 50 км. Наиболее выдающаяся в море точка — мыс Воронина. Поверхность представляет собой материковый ледниковый покров с выходами коренных пород. Отдельные нунатаки в западной части полуострова имеют высоту более 600 м.
Полуостров был открыт американской экспедицией «Highjump» (1946—1947) и назван в честь выдающегося австралийского исследователя Дугласа Моусона. Позднее эта часть побережья была обследована советской и австралийской антарктическими экспедициями.